# C'est facile et ça peut rapporter... 20 ans
Pour plus de détails, voir Fiche technique et Distribution.
C'est facile et ça peut rapporter… 20 ans est un film français réalisé par Jean Luret, sorti en 1983.

## Fiche technique
- Titre : C'est facile et ça peut rapporter… 20 ans
- Titre espagnol : Un gendarme en Benidorm
- Réalisateur : Jean Luret, Tomás Aznar[1]
- Scénario : Jean Jabely, Robert Castel, Georges Cachoux et Jean Luret
- Musique : Richard Sanderson
- Photographie : Noël Véry et Domingo Solano
- Montage : Marie-Françoise Coquelet et José Antonio Rojo
- Société de production : African Queen Productions, Cinéthèque, FUVP, Urano Producciones Cinematográficas et Variéty 7
- Société de distribution : Planfilm (France)
- Pays :  France et  Espagne
- Genre : Comédie
- Durée : 80 minutes
- Dates de sortie : 
  -  France : 1er juin 1983

## Distribution
- Robert Castel : L'agent Alfredo Moreno
- Michel Galabru : J.B.M, marquis de Malaveilla
- Jacques Balutin : Le commissaire
- Katia Tchenko : Virginie Moreno
- Lucette Sahuquet : Marie-Ange
- Dominique Webb : L'illusionniste
- Rafael Alonso : Ramos
- Kim Dominick : L'amie d'Henri